# Bahnstrecke Lannemezan–Arreau
| |                      |                                            |                                            |
| Streckennummer (SNCF): | 667 000              |                                            |                                            |
| Streckenlänge: | 25 km                |                                            |                                            |
| Spurweite: | 1435 mm (Normalspur) |                                            |                                            |
| Stromsystem: | 1,5 kV =             |                                            |                                            |
| Maximale Neigung: | 15 ‰                 |                                            |                                            |
| |                      |                                            |                                            |
| \| \| \| Bahnstrecke Toulouse–Bayonne von Bayonne \| \| \| \| 0 \| Lannemezan \| 613 m \| \| \| \| Canal de la Neste \| \| \| \| \| Bahnstrecke Toulouse–Bayonne nach Toulouse \| \| \| \| \| A 64 \| \| \| \| \| Anst. Arkema, Mécamont Hydro \| \| \| \| \| La Barthe-Avezac \| \| \| \| \| Lortet \| \| \| \| \| Canal de la Neste \| \| \| \| \| Hèches \| \| \| \| \| Rebouc \| \| \| \| \| Neste \| \| \| \| \| Sarrancolin \| \| \| \| 25 \| Arreau-Cadéac \| Arreau-Cadéac \| |                      |                                            |                                            |
| |                      | Bahnstrecke Toulouse–Bayonne von Bayonne   |                                            |
| Bahnhof | 0                    | Lannemezan                                 | 613 m                                      |
| Brücke über Wasserlauf |                      | Canal de la Neste                          | Canal de la Neste                          |
| Abzweig geradeaus und nach links |                      | Bahnstrecke Toulouse–Bayonne nach Toulouse | Bahnstrecke Toulouse–Bayonne nach Toulouse |
| Brücke |                      | A 64                                       | A 64                                       |
| Abzweig geradeaus und von links |                      | Anst. Arkema, Mécamont Hydro               | Anst. Arkema, Mécamont Hydro               |
| Betriebs-/Güterbahnhof Strecke ab hier außer Betrieb |                      | La Barthe-Avezac                           | La Barthe-Avezac                           |
| Haltepunkt / Haltestelle (Strecke außer Betrieb) |                      | Lortet                                     | Lortet                                     |
| Brücke über Wasserlauf (Strecke außer Betrieb) |                      | Canal de la Neste                          | Canal de la Neste                          |
| Bahnhof (Strecke außer Betrieb) |                      | Hèches                                     | Hèches                                     |
| Haltepunkt / Haltestelle (Strecke außer Betrieb) |                      | Rebouc                                     | Rebouc                                     |
| Brücke über Wasserlauf (Strecke außer Betrieb) |                      | Neste                                      | Neste                                      |
| Bahnhof (Strecke außer Betrieb) |                      | Sarrancolin                                | Sarrancolin                                |
| Kopfbahnhof Streckenende (Strecke außer Betrieb) | 25                   | Arreau-Cadéac                              | Arreau-Cadéac                              |

Die Bahnstrecke Lannemezan–Arreau ist eine 1897 eröffnete Bahnstrecke in Südfrankreich.

## Geschichte
Die Strecke wurde 1917 mit 12 kV Wechselspannung elektrifiziert. 1923 wurde die Betriebsspannung auf 1,5 kV Gleichspannung geändert.
1969 wurde der Personenverkehr auf der Strecke eingestellt. Der Güterverkehr wurde 1971 auf der Strecke Sarrancolin – Arreau eingestellt. 2005 folgte die Einstellung auf der Teilstrecke Avezac-Prat-Lahitte – Sarrancolin.

## Galerie

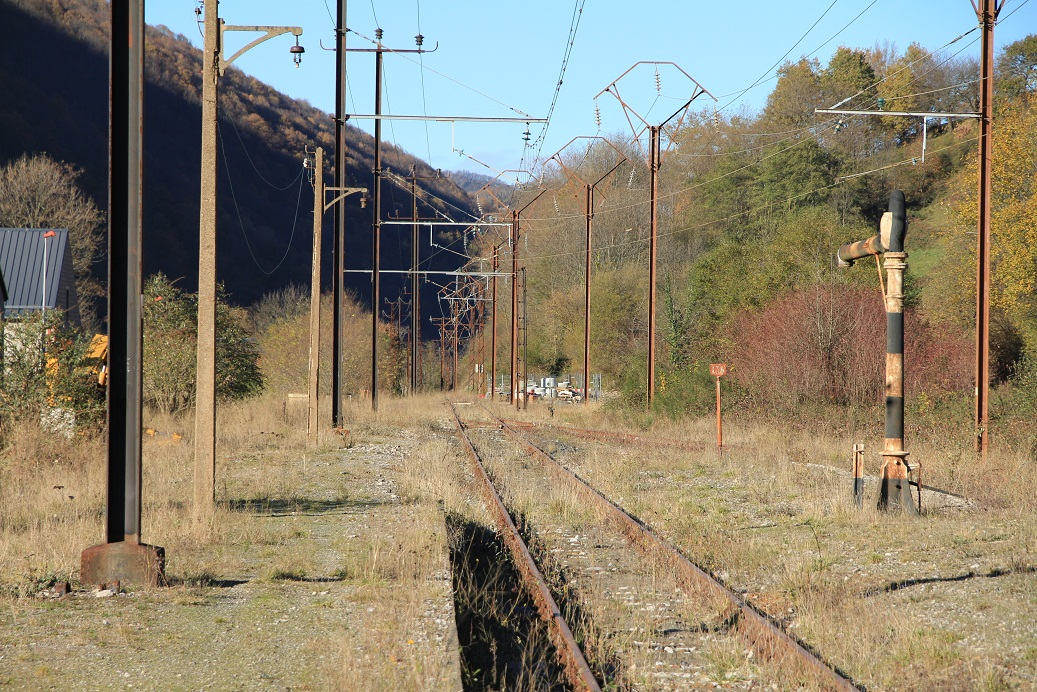
Gelände des ehemaligen Bahnhofs von Sarrancolin an der Eisenbahnlinie von Lannemezan nach Arreau-Cadéac
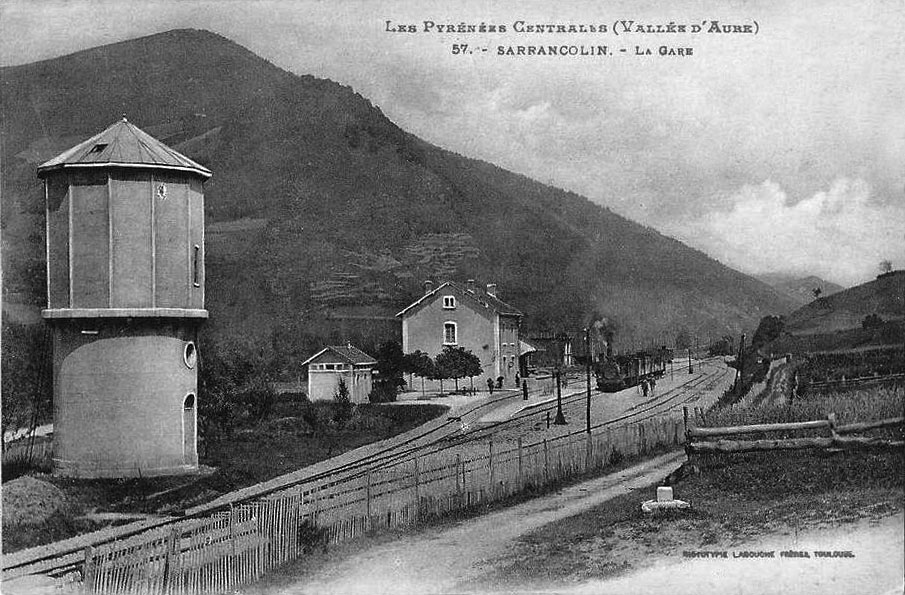
Historische Ansicht des Bahnhofs in Sarrancolin
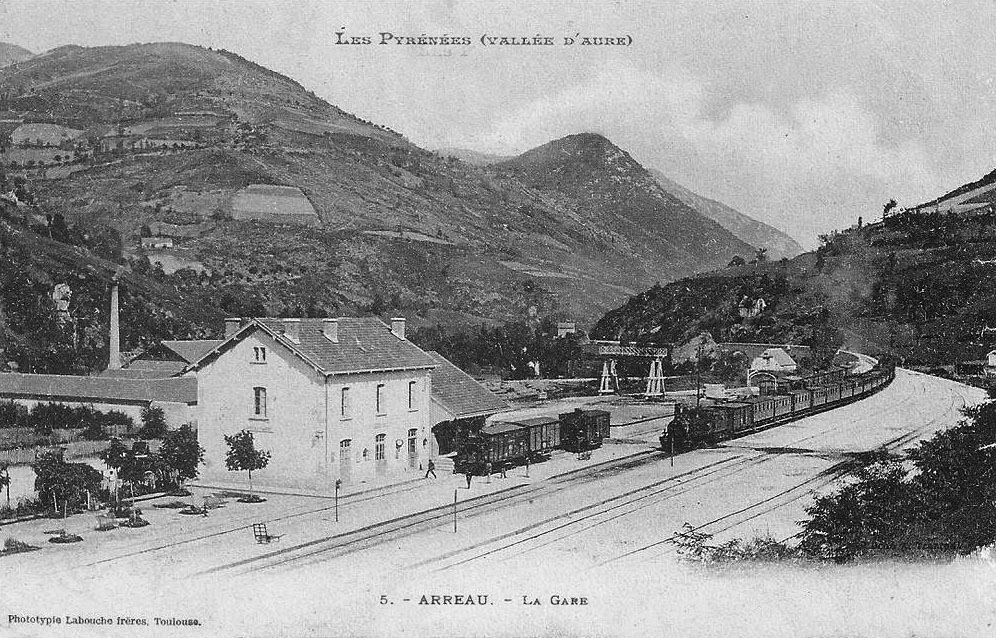
Historische Ansicht des Bahnhofs in Arreau (Blickrichtung talaufwärts)
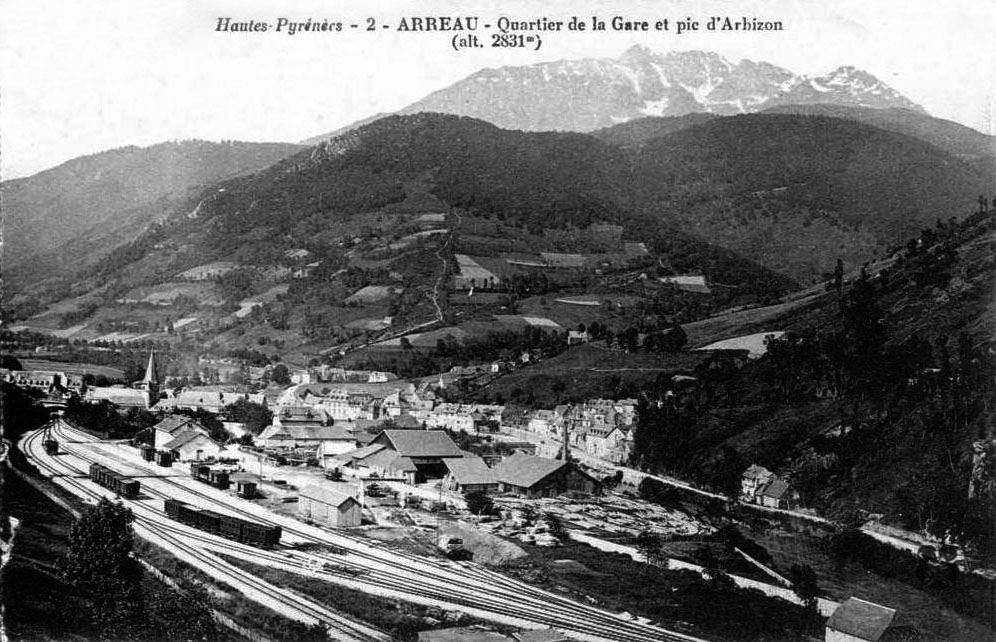
Historische Ansicht des Bahnhofs in Arreau (Blickrichtung talabwärts)
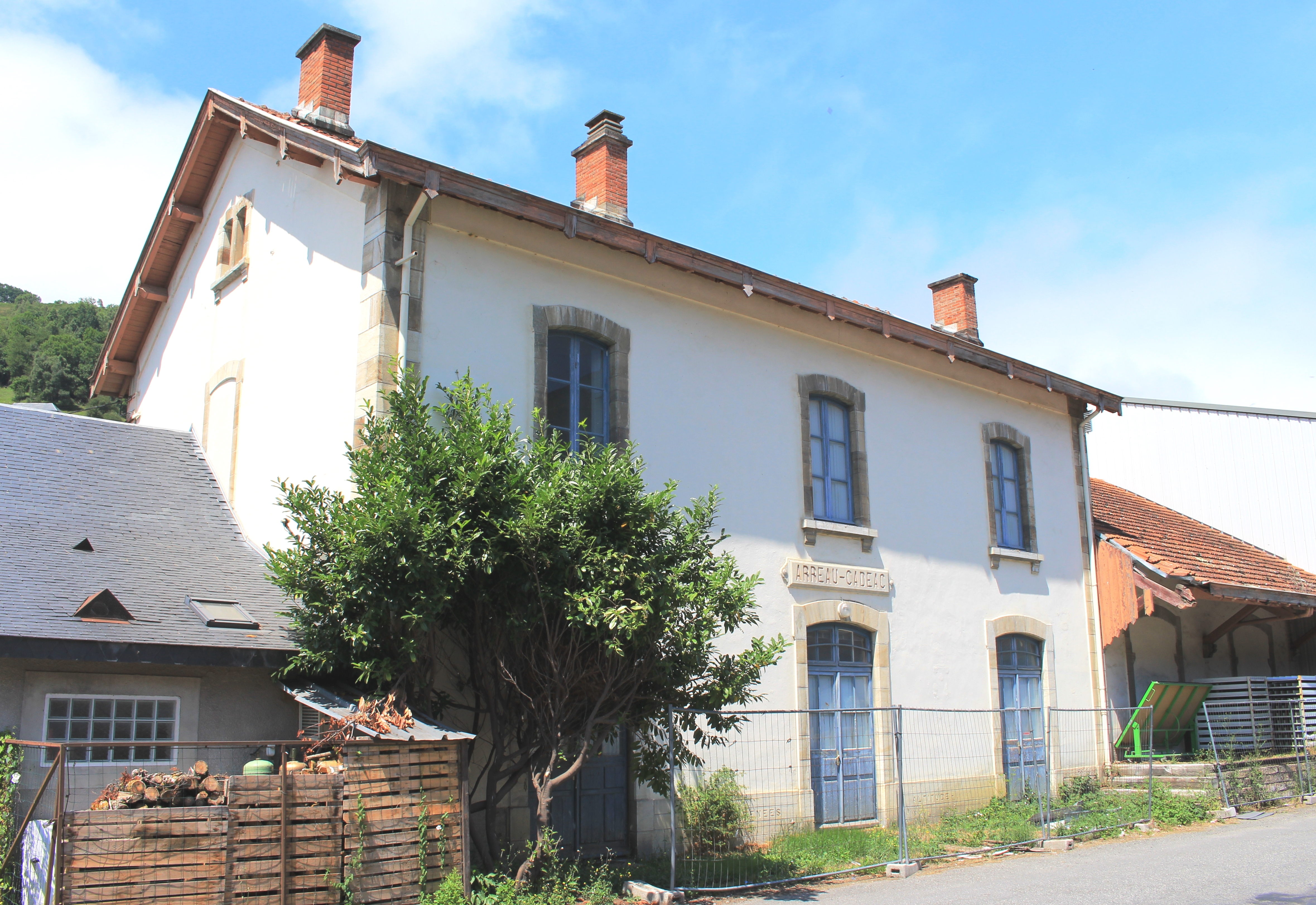
Das Bahnhofsgebäude von Arreau heute
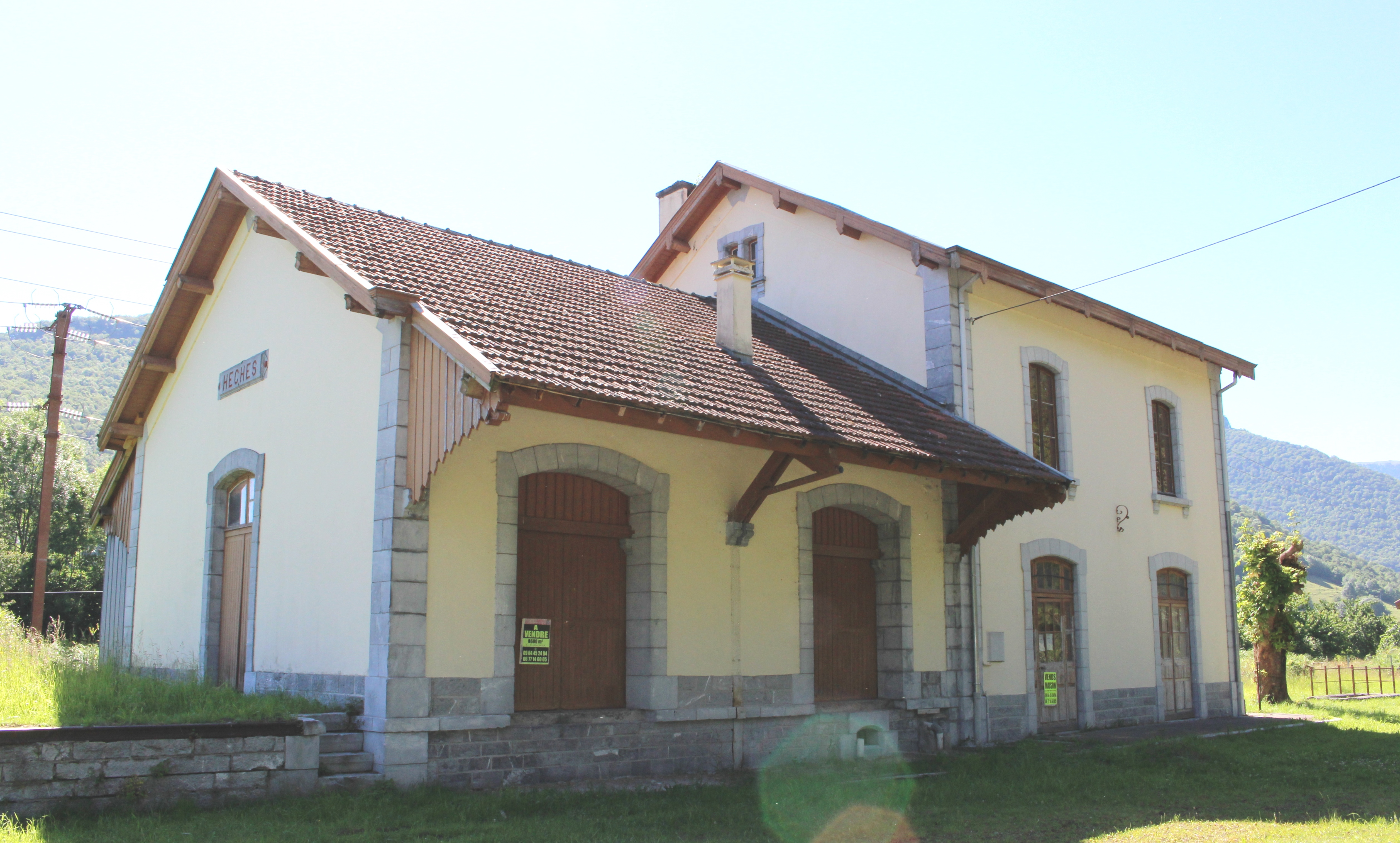
Das Bahnhofsgebäude von Hèches heute